# ليزلي بروك
ليزلي بروك (بالإنجليزية: Lesley Brook)‏ هي ممثلة بريطانية (وحملت سابقاً جنسية المملكة المتحدة لبريطانيا العظمى وأيرلندا)، ولدت في 18 فبراير 1917 في المملكة المتحدة، وتوفيت بنفس المكان في 7 فبراير 2009.

## وصلات خارجية
- ليزلي بروك على موقع IMDb (الإنجليزية)
- ليزلي بروك على موقع قاعدة بيانات الفيلم (الإنجليزية)